# Adam Rammelmeyer
Adam Rammelmeyer (zapisano tudi kot A. Ramelmayer), avstrijski kipar, * 28. januar 1807, Dunaj, Avstrijsko cesarstvo, † 20. marec 1887, Dunaj, Avstro-Ogrska.
Leta 1827 se je vpisal na dunajsko Akademijo za upodabljajočo umetnost. Za svoja zgodnja dela je prejel več nagrad, pridobil je tudi štipendijo za usposabljanje v Rimu, kjer je deloval med letoma 1840 in 1844. Kasneje je postal član Akademije, pripadal je krogu dvornega slikarja Friedricha von Amerlinga. Njegovo glavno delo je serija več kot 180 kipov, ki jih je med letoma 1849 in 1858 ustvaril za spomenik herojem Heldenberg (danes občina Heldenberg) v Spodnji Avstriji.
V Sloveniji so raziskovalci temu kiparju pripisali avtorstvo spomenika maršalu Radetzkemu v Tivoliju. Kopija spomenika je znova postavljena pred dvorec Tivoli, originalni kip je v Mestnem muzeju.